# Математический анализ
Математи́ческий ана́лиз (классический математический анализ) — совокупность разделов математики, соответствующих историческому разделу под наименованием «анализ бесконечно малых», объединяет дифференциальное и интегральное исчисления.
На классическом математическом анализе основывается современный анализ, который рассматривается как одно из трёх основных направлений математики (наряду с алгеброй и геометрией). При этом термин «математический анализ» в классическом понимании используется, в основном, в учебных программах и материалах. В англо-американской традиции классическому математическому анализу соответствуют программы курсов с наименованием «исчисление» (англ. Calculus).

## История

### Предыстория
Предшественниками математического анализа были античный метод исчерпывания и метод неделимых. Все три направления, включая анализ, роднит общая исходная идея: разложение на бесконечно малые элементы.
К 1000 году исламские математики разработали метод интегрирования многочленов, однако не проявили интереса к интегралам степеней выше четвёртой. К 1600 году индийские учёные использовали формулу суммы степенных рядов, известную со времен Ибн аль-Хайсама, и владели методами вычисления дифференциалов. Хотя фундаментальные идеи математического анализа были известны в Египте и Индии задолго до европейцев, ни одна из математических традиций не сформировала их в целостную теорию.
В Европе алгебраический подход (исчисление бесконечно малых) начинает появляться у Валлиса, Джеймса Грегори и Барроу.
В полной мере новое исчисление как систему создал Ньютон, который, однако, долгое время не публиковал свои открытия. Официальной датой рождения дифференциального исчисления можно считать май 1684 года, когда Лейбниц опубликовал первую статью «Новый метод максимумов и минимумов…». Эта статья в сжатой и малодоступной форме излагала принципы нового метода, названного дифференциальным исчислением.

### Лейбниц и его ученики

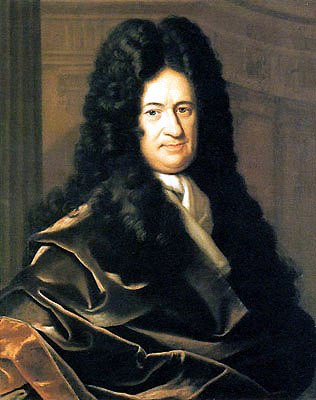
Готфрид Вильгельм Лейбниц

В конце XVII века вокруг Лейбница возникает кружок, виднейшими представителями которого были братья Бернулли (Якоб и Иоганн) и Лопиталь.
В 1696, используя лекции И. Бернулли, Лопиталь написал первый учебник, излагавший новый метод в применении к теории плоских кривых. Он назвал его Анализ бесконечно малых, дав тем самым и одно из названий новому разделу математики.
В основу изложения положено понятие переменных величин, между которыми имеется некоторая связь, из-за которой изменение одной влечёт изменение другой. У Лопиталя эта связь даётся при помощи плоских кривых: если {\displaystyle M} — подвижная точка плоской кривой, то её декартовы координаты {\displaystyle x} и {\displaystyle y}, именуемые абсциссой и ординатой кривой, суть переменные, причём изменение {\displaystyle x} влечёт изменение {\displaystyle y}. Понятие функции отсутствует: желая сказать, что зависимость переменных задана, Лопиталь говорит, что «известна природа кривой».
Понятие дифференциала вводится так:

Бесконечно малая часть, на которую непрерывно увеличивается или уменьшается переменная величина, называется её дифференциалом… Для обозначения дифференциала переменной величины, которая сама выражается одной буквой, мы будем пользоваться знаком или символом {\displaystyle d}. … Бесконечно малая часть, на которую непрерывно увеличивается или уменьшается дифференциал переменной величины, называется … вторым дифференциалом.

Эти определения поясняются геометрически, при этом на рис. бесконечно малые приращения изображены конечными. Рассмотрение опирается на два требования (аксиомы). Первое:

Требуется, чтобы две величины, отличающиеся друг от друга лишь на бесконечно малую величину, можно было брать [при упрощении выражений?] безразлично одну вместо другой. 
Отсюда получается {\displaystyle x+dx=x}, далее

{\displaystyle dxy=(x+dx)(y+dy)-xy=xdy+ydx+dxdy=(x+dx)dy+ydx=xdy+ydx}

и проч. правила дифференцирования.
Второе требование гласит:

Касательная к кривой

Требуется, чтобы можно было рассматривать кривую линию как совокупность бесконечного множества бесконечно малых прямых линий.

Продолжение каждой такой линии называется касательной к кривой. Исследуя касательную, проходящую через точку {\displaystyle M=(x,y)}, Лопиталь придаёт большое значение величине
достигающей экстремальных значений в точках перегиба кривой, отношению же {\displaystyle dy} к {\displaystyle dx} не придаётся никакого особого значения.
Примечательно нахождение точек экстремума. Если при непрерывном увеличении абсциссы {\displaystyle x} ордината {\displaystyle y} сначала возрастает, а затем убывает, то дифференциал {\displaystyle dy} сначала положителен по сравнению с {\displaystyle dx}, а потом отрицателен.

Но всякая непрерывно возрастающая или убывающая величина не может превратиться из положительной в отрицательную, не проходя через бесконечность или нуль… Отсюда следует, что дифференциал наибольшей и наименьшей величины должен равняться нулю или бесконечности.

Вероятно, эта формулировка небезупречна, если вспомнить о первом требовании: пусть, скажем, {\displaystyle y=x^{2}}, тогда в силу первого требования
в нуле правая часть равна нулю, а левая нет. Видимо следовало сказать, что {\displaystyle dy} можно преобразовать в соответствии с первым требованием так, чтобы в точке максимума {\displaystyle dy=0}. В примерах всё само собой понятно, и лишь в теории точек перегиба Лопиталь пишет, что {\displaystyle dy} равен нулю в точке максимума, будучи разделён на {\displaystyle dx}.
Далее, при помощи одних дифференциалов формулируются условия экстремума и рассмотрено большое число сложных задач, относящихся в основном к дифференциальной геометрии на плоскости. В конце книги, в гл. 10, изложено то, что теперь называют правилом Лопиталя, хотя и в не совсем обычной форме. Пусть величина ординаты {\displaystyle y} кривой выражена дробью, числитель и знаменатель которой обращаются в нуль при {\displaystyle x=a}. Тогда точка кривой с {\displaystyle x=a} имеет ординату {\displaystyle y}, равную отношению дифференциала числителя к дифференциалу знаменателя, взятому при {\displaystyle x=a}.
По замыслу Лопиталя написанное им составляло первую часть Анализа, вторая же должна была содержать интегральное исчисление, то есть способ отыскания связи переменных по известной связи их дифференциалов. Первое его изложение дано Иоганном Бернулли в его Математических лекциях о методе интеграла. Здесь дан способ взятия большинства элементарных интегралов и указаны методы решения многих дифференциальных уравнений первого порядка.
Указывая на практическую полезность и простоту нового метода Лейбниц писал:

То, что человек, сведущий в этом исчислении, может получить прямо в трёх строках, другие учёнейшие мужи принуждены были искать, следуя сложными обходными путями.

### Эйлер

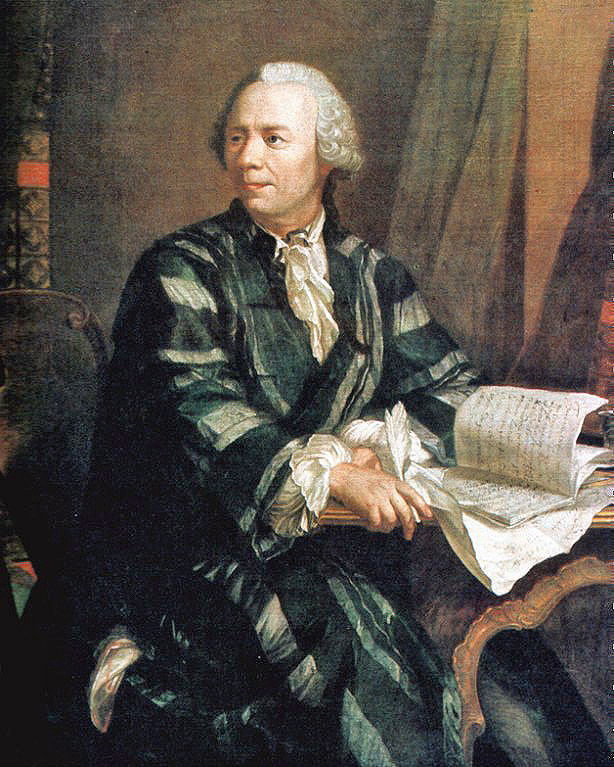
Леонард Эйлер

Перемены, произошедшие за последующие полвека, отражены в обширном трактате Эйлера. Изложение анализа открывает двухтомное «Введение», где собраны изыскания о различных представлениях элементарных функций. Термин «функция» впервые появляется лишь в 1692 у Лейбница, однако на первые роли его выдвинул именно Эйлер. Изначальная трактовка понятия функции состояла в том, что функция — это выражение для счёта (нем. Rechnungsausdrϋck) или аналитическое выражение.

Функция переменного количества есть аналитическое выражение, составленное каким-либо образом из этого переменного количества и чисел или постоянных количеств.

Подчёркивая, что «основное различие функций лежит в способе составления их из переменного и постоянных», Эйлер перечисляет действия, «посредством которых количества могут друг с другом
сочетаться и перемешиваться; действиями этими являются: сложение и вычитание, умножение и деление, возведение в степень и извлечение корней; сюда же следует отнести также решение [алгебраических] уравнений. Кроме этих действий, называемых алгебраическими, существует много других, трансцендентных, как то: показательные, логарифмические и бесчисленные другие, доставляемые интегральным исчислением».
Такая трактовка позволяла без труда обращаться с многозначными функциями и не требовала пояснения, над каким полем рассматривается функция: выражение для счёта определено для комплексных значений переменных даже тогда, когда для рассматриваемой задачи это не нужно.
Операции в выражении допускались лишь в конечном числе, а трансцендентное проникало при помощи бесконечно большого числа {\displaystyle \infty }. В выражениях это число используется наряду с натуральными числами. Например, считается допустимым такое выражение для экспоненты
{\displaystyle e^{x}=\left(1+{\frac {x}{\infty }}\right)^{\infty }},
в котором лишь поздние авторы видели предельный переход. С аналитическими выражениями производились разнообразные преобразования, позволившие Эйлеру найти представления для элементарных функций в виде рядов, бесконечных произведений и т. д. Эйлер преобразует выражения для счёта так, как это делают в алгебре, не обращая внимания на возможность вычислить значение функции в точке по каждой из написанных формул.
В отличие от Лопиталя Эйлер подробно рассматривает трансцендентные функции и в особенности два наиболее изученных их класса — показательные и тригонометрические. Он обнаруживает, что все элементарные функции могут быть выражены при помощи арифметических действий и двух операций — взятия логарифма и экспоненты.
Сам ход доказательства прекрасно демонстрирует технику использования бесконечно большого. Определив синус и косинус при помощи тригонометрического круга, Эйлер выводит из формул сложения следующее:
{\displaystyle (\cos x+{\sqrt {-1}}\sin x)(\cos y+{\sqrt {-1}}\sin y)=\cos {(x+y)}+{\sqrt {-1}}\sin {(x+y)},}
а отсюда
{\displaystyle 2\cos nx=(\cos x+{\sqrt {-1}}\sin x)^{n}+(\cos x-{\sqrt {-1}}\sin x)^{n}}
Полагая {\displaystyle n=\infty } и {\displaystyle z=nx}, он получает
{\displaystyle 2\cos z=\left(1+{\frac {{\sqrt {-1}}z}{\infty }}\right)^{\infty }+\left(1-{\frac {{\sqrt {-1}}z}{\infty }}\right)^{\infty }=e^{{\sqrt {-1}}z}+e^{-{\sqrt {-1}}z}},
отбрасывая бесконечно малые величины большего порядка. Используя это и аналогичное выражение, Эйлер получает и свою знаменитую формулу
{\displaystyle e^{{\sqrt {-1}}x}=\cos {x}+{\sqrt {-1}}\sin {x}}.
Указав различные выражения для функций, которые теперь называют элементарными, Эйлер переходит к рассмотрению кривых на плоскости, начертанным свободным движением руки. По его мнению, не для всякой такой кривой можно отыскать единое аналитическое выражение (см. также Спор о струне). В XIX веке с подачи Казорати это утверждение считалось ошибочным: по теореме Вейерштрасса всякая непрерывная в современном смысле кривая может быть приближённо описана полиномами. На самом деле Эйлера это едва ли убедило, ведь нужно ещё переписать предельный переход при помощи символа {\displaystyle \infty }.
Изложение дифференциального исчисления Эйлер начинает с теории конечных разностей, за ним в третьей главе следует философское разъяснение о том, что «бесконечно малое количество есть точно нуль», более всего не устроившее современников Эйлера. Затем из конечных разностей при бесконечно малом приращении образуются дифференциалы, а из интерполяционной формулы Ньютона — формула Тейлора. Этот метод в существенном восходит к работам Тейлора (1715 г.). При этом у Эйлера появляется устойчивое отношение
{\displaystyle {\frac {d^{k}y}{dx^{k}}}},
которое, однако, рассматривается как отношение двух бесконечно малых. Последние главы посвящены приближённому вычислению при помощи рядов.
В трёхтомном интегральном исчислении Эйлер вводит понятие интеграла так:

Та функция, дифференциал которой {\displaystyle =Xdx}, называется его интегралом и обозначается знаком {\displaystyle S}, поставленным спереди.

В целом же эта часть трактата Эйлера посвящена более общей с современной точки зрения задаче об интегрировании дифференциальных уравнений. При этом Эйлер находит ряд интегралов и дифференциальных уравнений, которые приводят к новым функциям, например, {\displaystyle \Gamma }-функции, эллиптические функции и т. д. Строгое доказательство их неэлементарности было дано в 1830-х годах Якоби для эллиптических функций и Лиувиллем (см. элементарные функции).

### Лагранж

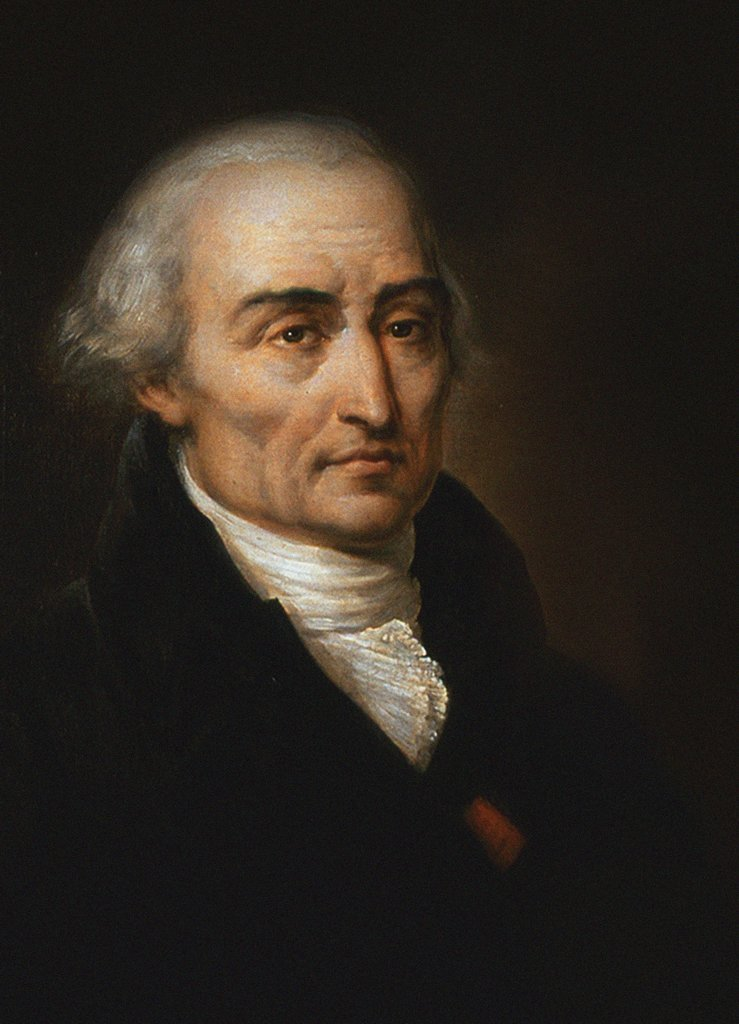
Жозеф Луи Лагранж

Следующим крупным произведением, сыгравшим значительную роль в развитии концепции анализа, явилась Теория аналитических функций Лагранжа и обширный пересказ работ Лагранжа, выполненный Лакруа в несколько эклектической манере.
Желая избавиться от бесконечно малого вовсе, Лагранж обратил связь между производными и рядом Тейлора. Под аналитической функцией Лагранж понимал произвольную функцию, исследуемую методами анализа. Саму функцию он обозначил как {\displaystyle f(x)}, дав графический способ записи зависимости — ранее же Эйлер обходился одними переменными. Для применения методов анализа по мнению Лагранжа необходимо, чтобы функция разлагалась в ряд
{\displaystyle f(x+h)=f(x)+ph+qh^{2}+\dots },
коэффициенты которого будут новыми функциями {\displaystyle x}. Остаётся назвать {\displaystyle p} производной (дифференциальным коэффициентом) и обозначить его как {\displaystyle f'(x)}. Таким образом, понятие производной вводится на второй странице трактата и без помощи бесконечно малых. Остаётся заметить, что
{\displaystyle f'(x+h)=p+2qh+\dots },
поэтому коэффициент {\displaystyle q} является удвоенной производной производной {\displaystyle f(x)}, то есть
{\displaystyle q={\frac {1}{2!}}f''(x)} и т. д.
Такой подход к трактовке понятия производной используется в современной алгебре и послужил основой для создания теории аналитических функций Вейерштрасса.
Лагранж оперировал такими рядами как формальными и получил ряд замечательных теорем. В частности, впервые и вполне строго доказал разрешимость начальной задачи для обыкновенных дифференциальных уравнений в формальных степенных рядах.
Вопрос об оценке точности приближений, доставляемых частными суммами ряда Тейлора, впервые был поставлен именно Лагранжем: в конце Теории аналитических функций он вывел то, что теперь называют формулой Тейлора с остаточным членом в форме Лагранжа. Однако, в противоположность современным авторам, Лагранж не видел нужды в употреблении этого результата для обоснования сходимости ряда Тейлора.
Вопрос о том, действительно ли функции, употребимые в анализе, могут быть разложены в степенной ряд, впоследствии стал предметом дискуссии. Конечно, Лагранжу было известно, что в некоторых точках элементарные функции могут не разлагаться в степенной ряд, однако в этих точках они и недифференцируемы ни в каком смысле. Коши в своём Алгебраическом анализе привёл в качестве контрпримера функцию
{\displaystyle f(x)=e^{-1/x^{2}},}
доопределённую нулём в нуле. Эта функция всюду гладкая на вещественной оси и в нуле имеет нулевой ряд Маклорена, который, следовательно, не сходится к значению {\displaystyle f(x)}. Против этого примера Пуассон возразил, что Лагранж определял функцию как единое аналитическое выражение, в примере Коши же функция задана по-разному в нуле, и при {\displaystyle x\not =0}. Лишь в конце XIX века Прингсхайм доказал, что существует бесконечно дифференцируемая функция, заданная единым выражением, ряд Маклорена для которой расходится. Пример такой функции представляет выражение
{\displaystyle \Psi (x)=\sum \limits _{k=0}^{\infty }{\frac {\cos {(3^{k}x)}}{k!}}}.

### Дальнейшее развитие
В XVIII веке были на основе классического анализа разработаны и практически применены такие новые ветви, как вариационное исчисление, обыкновенные дифференциальные уравнения и дифференциальные уравнения в частных производных, преобразования Фурье и производящие функции. На фундаменте анализа возникла математическая физика, аналитические методы глубоко проникли в геометрию и даже в теорию чисел.
В XIX веке Коши первым дал анализу твёрдое логическое обоснование, введя понятие предела последовательности, он же открыл новую страницу комплексного анализа. Пуассон, Лиувилль, Фурье и другие изучали дифференциальные уравнения в частных производных и гармонический анализ.
В последней трети XIX века Вейерштрасс произвёл арифметизацию анализа, полагая геометрическое обоснование недостаточным, и предложил классическое определение предела через {\displaystyle (\varepsilon ,\delta )}-язык. Он же создал первую строгую теорию множества вещественных чисел. В это же время попытки усовершенствования теоремы об интегрируемости по Риману привели к созданию классификации разрывности вещественных функций. Также были открыты «патологические» примеры (нигде не дифференцируемые непрерывные функции, заполняющие пространство кривые). В связи с этим Жордан разработал теорию меры, а Кантор — теорию множеств, и в начале XX века математический анализ был формализован с их помощью. Другим важным событием XX века стала разработка Робинсоном нестандартного анализа — альтернативного подхода к обоснованию анализа; притом средствами нестандартного анализа обнаружены несколько новых результатов, которые не были известны в классическом анализе, но принципиально могли бы быть получены и классическими средствами.

## Дифференциальное исчисление

Касательная в точке (x, f(x)). Производная f′(x) кривой в точке равна угловому коэффициенту касательной к этой кривой в данной точке.

Дифференциальное исчисление изучает определение, свойства и применение производных функций. Процесс нахождения производной называется дифференцированием. Для заданной функции и точки из области её определения производная в этой точке является способом кодирования мелкомасштабного поведения этой функции вблизи этой точки. Найдя производную функции в каждой точке в области определения, можно определить новую функцию, называемую производной функцией или просто производной от исходной функции. На математическом языке производная является линейным отображением, на входе которого одна функция, а на выходе другая. Это понятие является более абстрактным, чем большинство процессов, изучаемых в элементарной алгебре, где функции обычно имеют на входе одно число, а на выходе другое. Например, если для функции удвоения задать на входе три, на выходе будет шесть; если для квадратичной функции задать на входе три, на выходе будет девять. Производная же может иметь квадратичную функцию в качестве входа. Это означает, что производная берёт всю информацию о функции возведения в квадрат, то есть: при входе два, она даёт на выходе четыре, три преобразует в девять, четыре — в шестнадцать и так далее, и использует эту информацию для получения другой функции. (Производной квадратичной функции является как раз функция удвоения.)
Наиболее распространённым символом для обозначения производной является апострофоподобный знак, называемый штрихом. Таким образом, производная функции f есть f′, произносится «f штрих». Например, если f(x) = x2 является функцией возведения в квадрат, то f′(x) = 2x является её производной, это функция удвоения.
Если входом функции является время, то производная представляет собой изменение по времени. Например, если f является функцией, зависящей от времени, и она даёт на выходе положение мяча во времени, то производная f определяет изменение положения мяча по времени, то есть скорость мяча.
Если функция является линейной (то есть, если графиком функции является прямая линия), то функцию можно записать в виде y = mx + b, где x — независимая переменная, y — зависимая переменная, а b — это y-отсечка, при этом:
{\displaystyle m={\frac {\text{rise}}{\text{run}}}={\frac {{\text{change in }}y}{{\text{change in }}x}}={\frac {\Delta y}{\Delta x}}.}
Это выражение даёт точное значение угла наклона прямой линии. Если график функции не является прямой линией, то изменение y делённое на изменение x меняется от точки к точке. Производная даёт точный смысл понятия изменения выходного значения по отношению к изменению входа. Чтобы быть конкретным, пусть f есть функция, и мы фиксируем точку a в области определения f. (a, f(a)) является точкой на графике функции. Если h — близкое к нулю число, то a + h является числом, близким к a. Поэтому точка (a + h, f(a + h)) близка к точке (a, f(a)). Угол наклона между этими двумя точками равен:
{\displaystyle m={\frac {f(a+h)-f(a)}{(a+h)-a}}={\frac {f(a+h)-f(a)}{h}}.}
Это выражение называется разностным соотношением. Линия, проходящая через две точки на кривой, называется секущей линией, поэтому m является углом наклона секущей линии между (a, f(a)) и (a + h, f(a + h)). Секущая является лишь приближением к поведению функции в точке, поскольку она не учитывает поведение функции между точками a и (a + h, f(a + h)). Определить это поведении, установив h равным нулю, невозможно, поскольку потребовалось бы делить на ноль, что исключено. Производная определяется путём перехода к пределу при h стремящемся к нулю, что означает, что он рассматривает поведение f для всех малых значениях h и выделяет приемлемое значение для случая, когда h равно нулю:
{\displaystyle \lim _{h\to 0}{f(a+h)-f(a) \over {h}}.}
Геометрически производная равна углу наклона касательной к графику функции f в точке a. Касательная является пределом секущих линий, так же как производная является пределом разностных соотношений. По этой причине производную иногда называют наклоном функции f.
Вот конкретный пример, производная функция возведения в квадрат в точке 3. Пусть f(x) = x2 является квадратичной функцией.
{\displaystyle {\begin{aligned}f'(3)&=\lim _{h\to 0}{(3+h)^{2}-3^{2} \over {h}}\\&=\lim _{h\to 0}{9+6h+h^{2}-9 \over {h}}\\&=\lim _{h\to 0}{6h+h^{2} \over {h}}\\&=\lim _{h\to 0}(6+h)\\&=6.\end{aligned}}}

Производная f′(x) кривой в точке есть наклон касательной к этой кривой в данной точке. Этот наклон определяется путём нахождения предельной величины наклона секущих. Здесь используется функция f(x) = x^{3} − x (изображена красным цветом). Касательная (зелёный цвет), которая проходит через точку (-3/2, −15/8), имеет наклон 23/4. Обратите внимание, что вертикальный и горизонтальный масштаб в этом изображении разные.

Наклон касательной к квадратичной функции в точке (3;9) равно 6, то есть она растёт вверх в шесть раз быстрее, чем отклоняется право. Вычисление предела, описанное выше, можно выполнить для любой точки в области определения квадратичной функции. Это определяет производную функцию или просто для краткости производную от функции возведения в квадрат. Проведённые расчёты показывают что производная квадратичной функции есть функция удвоения.

## Интегральное исчисление
Интегральное исчисление — это изучение определения, свойств и применения двух взаимосвязанных понятий: неопределённого интеграла и определённого интеграла. Процесс поиска значения интеграла называется интегрированием. В технических терминах интегральное исчисление является исследованием двух связанных линейных операторов.
Неопределённый интеграл является первообразной, то есть операцией, обратной к производной. F является неопределённым интегралом от f в том случае, когда f является производной от F. (Это использование прописных и строчных букв для функции и её неопределённого интеграла распространено в исчислении).
Определённый интеграл входной функции и выходных значений есть число, которое равно площади поверхности, ограниченной графиком функции, осью абсцисс и двумя отрезками прямых линий от графика функции до оси абсцисс в точках выходных значений. В технических терминах определённый интеграл есть предел суммы площадей прямоугольников, называемой суммой Римана.
Примером из физики является вычисление пройденного расстояния при ходьбе в любой момент времени.
{\displaystyle \mathrm {Distance} =\mathrm {Speed} \cdot \mathrm {Time} }
Если скорость постоянна, достаточно операции умножения, но если скорость меняется, то мы должны применить более мощный метод вычисления расстояния. Одним из таких методов является приблизительное вычисление путём разбивки времени на отдельные короткие промежутки. Умножая затем время в каждом интервале на какую-либо одну из скоростей в этом интервале и затем суммируя все приблизительные расстояния (сумма Римана), пройденные в каждом интервале, мы получим полное пройденное расстояние. Основная идея состоит в том, что если использовать очень короткие интервалы, то скорость на каждом из них будет оставаться более или менее постоянной. Тем не менее, сумма Римана даёт только приблизительное расстояние. Чтобы найти точное расстояние, мы должны найти предел всех таких сумм Римана.

Интегрирование можно рассматривать как вычисление площади под кривой, определённой уравнением f(x), между двумя точками (здесь a и b).

Если f(x) на диаграмме слева представляет изменение скорости с течением времени, то пройденное расстояние (между моментами a и b) есть площадь заштрихованной области s.
Для приближённой оценки этой площади возможен интуитивный метод, состоящий в разделении расстояния между a и b на некоторое число равных отрезков (сегментов) длиной Δx. Для каждого сегмента мы можем выбрать одно значение функции f(x). Назовём это значение h. Тогда площадь прямоугольника с основанием Δx и высотой h даёт расстояние (время Δx умноженной на скорость h), пройденное в этом сегменте. С каждым сегментом связывается среднее значение функции на нём f(x)=h. Сумма всех таких прямоугольников даёт приближение площади под кривой, которая является оценкой общего пройденного расстояния. Уменьшение Δx даст большее количество прямоугольников и в большинстве случаев будет лучшим приближением, но для получения точного ответа мы должны вычислить предел при Δx стремящемся к нулю.
Символом интегрирования является {\displaystyle \int }, удлинённая буква S (первая буква латинского слова «summa»). Определённый интеграл записывается в виде:
{\displaystyle \int _{a}^{b}f(x)\,dx.}
и читается: «интеграл от a до b функции f от x по x». Предложенное Лейбницем обозначение dx предназначено для разделения площади под кривой на бесконечное число прямоугольников, таких, что их ширина Δx является бесконечно малой величиной dx. В формулировке исчисления, основанного на пределах, обозначение
{\displaystyle \int _{a}^{b}\ldots \,dx}
является сокращением от определения интеграла Римана {\displaystyle \lim _{d\to 0}\sum _{i=0}^{N}f(\lambda _{i})\Delta x_{i}}, a и b обозначают концы отрезка на котором определено разбиение. И вместо {\displaystyle \lim \sum }  вводится обозначение {\displaystyle \int }. А записью {\displaystyle dx} подчеркивают стремление к нулю {\displaystyle \Delta x_{i}} при  {\displaystyle d\rightarrow 0}.
Неопределённый интеграл, или первообразная, записывается в виде:
{\displaystyle \int f(x)\,dx.}
Функции, отличающиеся на константу, имеют те же производные, и, следовательно, первообразная данной функции на самом деле является семейством функций, отличающиеся только константой. Поскольку производная функции y = x² + C, где C — любая константа, равна y′ = 2x, то первообразная последней определяется по формуле:
{\displaystyle \int 2x\,dx=x^{2}+C.}
Неопределённая константа типа C в первообразной известна как постоянная интегрирования.

### Теорема Ньютона — Лейбница
Теорема Ньютона — Лейбница, которую также называют основной теоремой анализа утверждает, что дифференцирование и интегрирование являются взаимно обратными операциями. Точнее, это касается значения первообразных для определённых интегралов. Поскольку, как правило, легче вычислить первообразную, чем применять формулу определённого интеграла, теорема даёт практический способ вычисления определённых интегралов. Она также может быть интерпретирована как точное утверждение о том, что дифференцирование является обратной операцией интегрирования.
Теорема гласит: если функция f непрерывна на отрезке [a, b] и если F есть функция, производная которой равна f на интервале (a, b), то:
{\displaystyle \int _{a}^{b}f(x)\,dx=F(b)-F(a).}
Кроме того, для любого x из интервала (a, b)
{\displaystyle {\frac {d}{dx}}\int _{a}^{x}f(t)\,dt=f(x).}
Это понимание, сделанное как Ньютоном, так и Лейбницем, которые основывали свои результаты на более ранних трудах Исаака Барроу, было ключом к быстрому распространению аналитических результатов после того, как их работы стали известны. Фундаментальная теорема даёт алгебраический метод вычисления многих определённых интегралов без ограничения процессов, путём нахождения формулы первообразной. Кроме того, возник прототип для решения дифференциальных уравнений. Дифференциальные уравнения связывают неизвестные функции с их производными, они применяются повсеместно во многих науках.

## Приложения
Математический анализ широко применяется в физике, информатике, статистике, технике, экономике, бизнесе, финансах, медицине, демографии и других областях, в которых для решения проблемы может быть построена математическая модель, и необходимо найти её оптимальное решение.
В частности, практически все понятия в классической механике и электромагнетизме неразрывно связаны между собой именно средствами классического математического анализа. Например, при известном распределении плотности объекта его масса, моменты инерции, а также полная энергия в потенциальном поле могут быть найдены с помощью дифференциального исчисления. Другой яркий пример применения математического анализа в механике — второй закон Ньютона: исторически сложилось так, что в нём напрямую используется термин «скорость изменения» в формулировке «Сила = масса × ускорение», так как ускорение — производная по времени от скорости или вторая производная по времени от траектории или пространственного положения.
Теория электромагнетизма Максвелла и общая теория относительности Эйнштейна также выражаются языком дифференциального исчисления. В химии исчисление используется при определении скорости реакций и скорости радиоактивного распада. В биологии с помощью исчисления делается расчёт динамики популяций, учитывающей данные по воспроизводству и смертности вида.
Математический анализ может использоваться в сочетании с другими математическими дисциплинами. Например, оно может использоваться совместно с линейной алгеброй, чтобы найти «наилучшую» линейную аппроксимацию для множества точек в области определения. Или его можно использовать в теории вероятностей для определения вероятности непрерывной случайной величины в зависимости от плотности распределения. В аналитической геометрии при изучении графиков функций исчисление используется для поиска точек максимума и минимума, наклона, кривизны и точек перегиба.
Теорема Грина, которая устанавливает соотношение между криволинейным интегралом по простой замкнутой кривой С и двойным интегралом по плоской области D, ограниченной этой кривой С, применяется в инструменте, известном как планиметр, который используется для расчёта площади плоской поверхности на чертеже. Например, его можно использовать для расчёта площади фигуры неправильной формы: цветника или бассейна при проектировании своего участка.
Дискретная теорема Грина, устанавливающая соотношение между двойным интегралом функции по периметру прямоугольника и линейной комбинацией значений первообразной по угловым точкам прямоугольника, позволяет быстро вычислить сумму площадей прямоугольных областей. Например, она может использоваться для эффективного расчёта суммы прямоугольных областей на изображениях, для того чтобы быстро находить свойства и идентифицировать объекты.
В области медицины математический анализ применяется для нахождения оптимального угла ветвления кровеносных сосудов, максимизирующего поток. Зная закон затухания применительно к выводу какого-либо препарата из тела, исчисление используется для оценки уровня дозирования этих препаратов. В ядерной медицине исчисление используется для разработки моделей переноса излучения в целевой терапии опухолей.
В экономике средства математического анализа позволяют определить максимальную прибыль с использованием понятий предельных издержек и предельного дохода.
Математический анализ используется также для нахождения приближённых решений уравнений. На практике это стандартный способ решения дифференциальных уравнений и нахождение корней в большинстве приложений. Примерами являются метод Ньютона, метод простой итерации и метод линейной аппроксимации. Например, при расчётах траектории космических аппаратов используется вариант метода Эйлера для аппроксимации криволинейных курсов движения при отсутствии силы тяжести.

### Энциклопедические статьи
- Анализ // Энциклопедический лексикон: В 17 т. — СПб.: Тип. А. Плюшара, 1835—1841.
- Анализ математический // Энциклопедический словарь Брокгауза и Ефрона : в 86 т. (82 т. и 4 доп.). — СПб., 1890—1907.

### Учебная литература

#### Стандартные учебники
На протяжении многих лет в СССР, СНГ и России популярны следующие учебники:
- Курант, Р. Курс дифференциального и интегрального исчисления (в двух томах). Главная методическая находка курса: сначала попросту излагаются основные идеи, а затем им даются строгие доказательства. Написан Курантом в его бытность профессором Геттингенского университета в 1920-х под влиянием идей Клейна, затем в 1930-х перенесён на американскую почву. Русский перевод 1934 г. и его переиздания даёт текст по немецкому изданию, перевод 1960-х годов (т. н. 4-е издание) представляет собой компиляцию из немецкой и американской версии учебника и в связи с этим весьма многословен.
- Фихтенгольц Г. М. Курс дифференциального и интегрального исчисления (в трёх томах) и задачник.
- Демидович Б. П. Сборник задач и упражнений по математическому анализу.
- Ляшко И. И. и др. Справочное пособие по высшей математике, т. 1-5.

Некоторые ВУЗы имеют собственные руководства по анализу:
- МГУ, МехМат:

- Архипов Г. И., Садовничий В. А., Чубариков В. Н. Лекции по мат. анализу.
- Зорич В. А. Математический анализ. Часть I. М.: Наука, 1981. 544 с.
- Зорич В. А. Математический анализ. Часть II. М.: Наука, 1984. 640 с.
- Камынин Л. И. Курс математического анализа (в двух томах). М.: Издательство Московского университета, 2001.

- МГУ, ВМК:

- В. А. Ильин, В. А. Садовничий, Бл. Х. Сендов. Математический анализ / Под ред. А. Н. Тихонова. — 3-е изд., перераб. и доп. — М.: Проспект, 2006. — ISBN 5-482-00445-7.

- МГУ, физфак:

- Ильин В. А., Позняк Э. Г. Основы математического анализа (в двух частях). — М.: Физматлит, 2005. — 648 с. — ISBN 5-9221-0536-1.
- Бутузов В. Ф. и др. Мат. анализ в вопросах и задачах

- МГТУ им. Н. Э. Баумана:

- Математика в техническом университете. Сборник учебных пособий в 21 томе.

- СПбГУ, физфак:

- Смирнов В. И. Курс высшей математики, в 5 томах. М.: Наука, 1981 (6-е издание), БХВ-Петербург, 2008 (24-е издание).

- НГУ, мехмат:

- Решетняк Ю. Г. Курс математического анализа. Часть I. Книга 1. Введение в математический анализ. Дифференциальное исчисление функций одной переменной. Новосибирск: Изд-во Ин-та математики, 1999. 454 с ISBN 5-86134-066-8.
- Решетняк Ю. Г. Курс математического анализа. Часть I. Книга 2. Интегральное исчисление функций одной переменной. Дифференциальное исчисление функций многих переменных. Новосибирск: Изд-во Ин-та математики, 1999. 512 с ISBN 5-86134-067-6.
- Решетняк Ю. Г. Курс математического анализа. Часть II. Книга 1. Основы гладкого анализа в многомерных пространствах. Теория рядов. Новосибирск: Изд-во Ин-та математики, 2000. 440 с ISBN 5-86134-086-2.
- Решетняк Ю. Г. Курс математического анализа. Часть II. Книга 2. Интегральное исчисление функций многих переменных. Интегральное исчисление на многообразиях. Внешние дифференциальные формы. Новосибирск: Изд-во Ин-та математики, 2001. 444 с ISBN 5-86134-089-7.
- Шведов И. А. Компактный курс математического анализа, 2003: Часть 1. Функции одной переменной, Часть 2. Дифференциальное исчисление функций многих переменных.

- МФТИ, Москва

- Кудрявцев Л. Д. Курс математического анализа (в трёх томах).
- Яковлев Г. Н. Лекции по математическому анализу : [в 3 ч.]. 2-е изд., перераб. и доп. — М. : Физматлит, 2004. — 3000 экз. (Ч. 1. 340 с. ISBN 5-94052-083-9, Ч. 2. 332 с. ISBN 5-94052-085-5. Ч. 3. 312 с. ISBN 5-94052-086-3).

- БГУ, ФПМИ:

- Богданов Ю. С. Лекции по математическому анализу (в двух частях). — Минск: БГУ, 1974.

#### Учебники повышенной сложности
Учебники:
- Натансон, И. П. Теория функций вещественной переменной. — М.: Наука, 1974. — 484 с.
- Рудин У. Основы математического анализа. М., 1976

Задачники повышенной сложности:
- Г. Полиа, Г. Сеге, Задачи и теоремы из анализа. Часть 1, Часть 2, 1978. (Большая часть материала относится к ТФКП)
- Pascal, E. (Napoli). Esercizi, 1895; 2 ed., 1909 // Internet Archiv

#### Учебники для гуманитарных специальностей
- А. М. Ахтямов Математика для социологов и экономистов. — М. : Физматлит, 2004.
- Н. Ш. Кремер и др. Высшая математика для экономистов. Учебник. 3-е изд. — М. : Юнити, 2010

#### Задачники
- Г. Н. Берман. Сборник задач по курсу математического анализа: Учебное пособие для вузов. — 20-е изд. М.:Наука. Главная редакция физико-математической литературы, 1985. — 384 с.
- П. Е. Данко, А. Г. Попов, Т. Я. Кожевников. Высшая математика в упражнениях и задачах. (В 2-х частях)- М.: Высш.шк, 1986.
- Г. И. Запорожец Руководство к решению задач по математическому анализу. — М.: Высшая школа, 1966.
- И. А. Каплан. Практические занятия по высшей математике, в 5 частях.. — Харьков, Изд. Харьковского гос. ун-та, 1967, 1971, 1972.
- К. Н. Лунгу, В. П. Норин, Д. Т. Письменный, Ю.А Шевченко . Сборник задач по высшей математике. 1 курс. — 7-е изд. — М.: Айрис-пресс, 2008.
- И. А. Марон. Дифференциальное и интегральное исчисление в примерах и задачах (Функции одной переменной). — М., Физматлит, 1970.
- В. Д. Черненко. Высшая математика в примерах и задачах: Учебное пособие для вузов. В 3 т. — СПб.: Политехника, 2003.

### Классические произведения
- Лопиталь. Анализ бесконечно малых
- Bernoulli, Johann. Die erste Integralrechnung / Leipzig-Berlin, 1914.
- Эйлер. Введение в анализ, Дифференциальное исчисление, Интегральное исчисление
- Коши. Краткое изложение уроков по дифференциальному и интегральному исчислению
- Штурм. Курс анализа. Т. 1, 2 — Классический курс парижской политехнической школы 1830-х годов.
- Гурса Э. Курс мат. анализа. T. 1.1, 1.2

### Сочинения по истории анализа
- Кестнер, Авраам Готтгельф. Geschichte der Mathematik. 4 тома, Гёттинген, 1796—1800
- Кантор, Мориц. Vorlesungen über Geschichte der Mathematik Leipzig: B. G. Teubner, 1894—1908. Bd. 1, Bd. 2, Bd. 3, Bd. 4
- История математики под редакцией А. П. Юшкевича (в трёх томах):

- Том 1 С древнейших времён до начала Нового времени. (1970)
- Том 2 Математика XVII столетия. (1970)
- Том 3 Математика XVIII столетия. (1972)

- Маркушевич А. И. Очерки по истории теории аналитических функций. 1951
- Вилейтнер Г. История математики от Декарта до середины XIX столетия. 1960
- E. Hairer[англ.], G. Wanner[англ.]. Analysis by Its History. 2000